# Église du Palazzo Nunziante
L'église du palazzo Nunziante est une église de Naples située dans l'immédiate proximité de la piazza dei Martiri, dans le quartier de Chiaia.

## Histoire et description
L'église est bâtie avec le palazzo Nunziante en 1855 selon la volonté d'Alessandro Nunziante, duc de Migliano, qui fait appel à l'architecte Enrico Alvino.
La façade est caractérisée par une rosace centrale au-dessus du portail, surmontée d'un biforium.
L'intérieur présente une peinture de Domenico Morelli, Notre-Dame de l'Assomption, des décorations de Paolo Vetri dans le goût byzantin et une sculpture d'Antonio Busciolano. 
L'église est actuellement fermée pour restauration.

## Source de la traduction
- (it) Cet article est partiellement ou en totalité issu de l’article de Wikipédia en italien intitulé « Chiesa di Palazzo Nunziante » (voir la liste des auteurs).